# Kermán
Kermán (persky کرمان) je město na jihu Íránu a centrum Kermánské provincie. Leží 1,076 km jižně od Teheránu. V roce 2006 mělo 636.242 obyvatel.

Asi 35 km východně od Kermánu je město Mahan s hrobkou velkého sufiského derviše – Shah Ne'emat Ollah-e-Vali, a nedaleko městečka se nachází Shazdeh Garden (Prince Garden).

## Historie

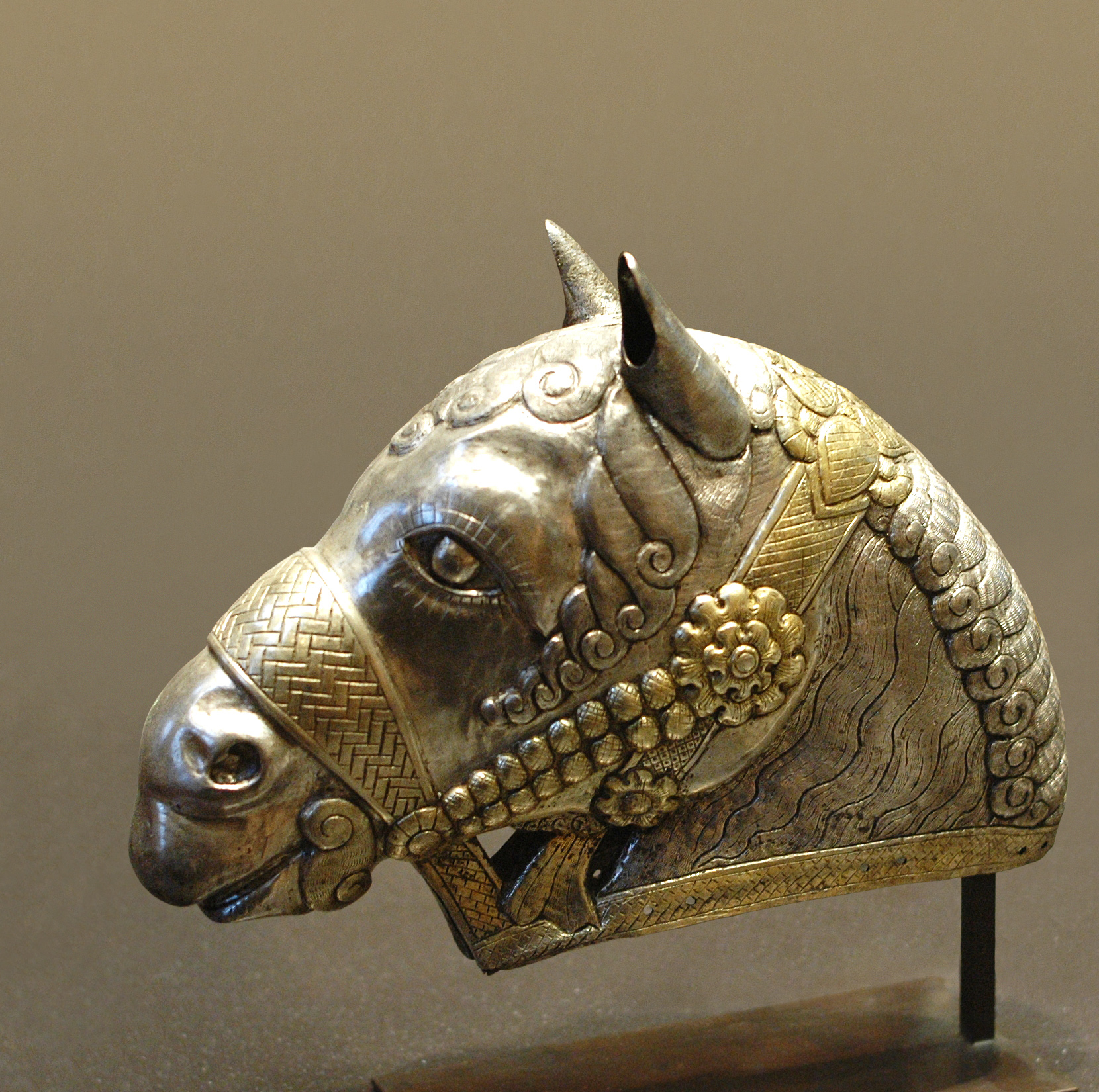
Hlava koně nalezená v Kermánu, vystavená v Louvre

Předpokládá se, že Kermán založil počátkem 3. století Ardašír I. zakladatel sásánovské dynastie.

## Geografie
Kermán leží v hornaté krajině (1,755m) v poušti Dašt-e Kavír.

## Obrázky

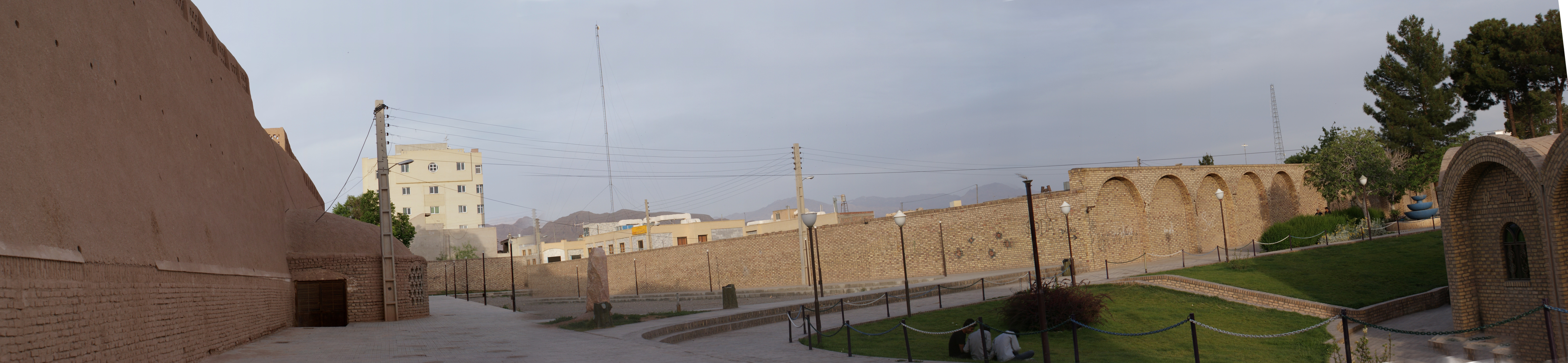
Hradby u univerzitní knihovny
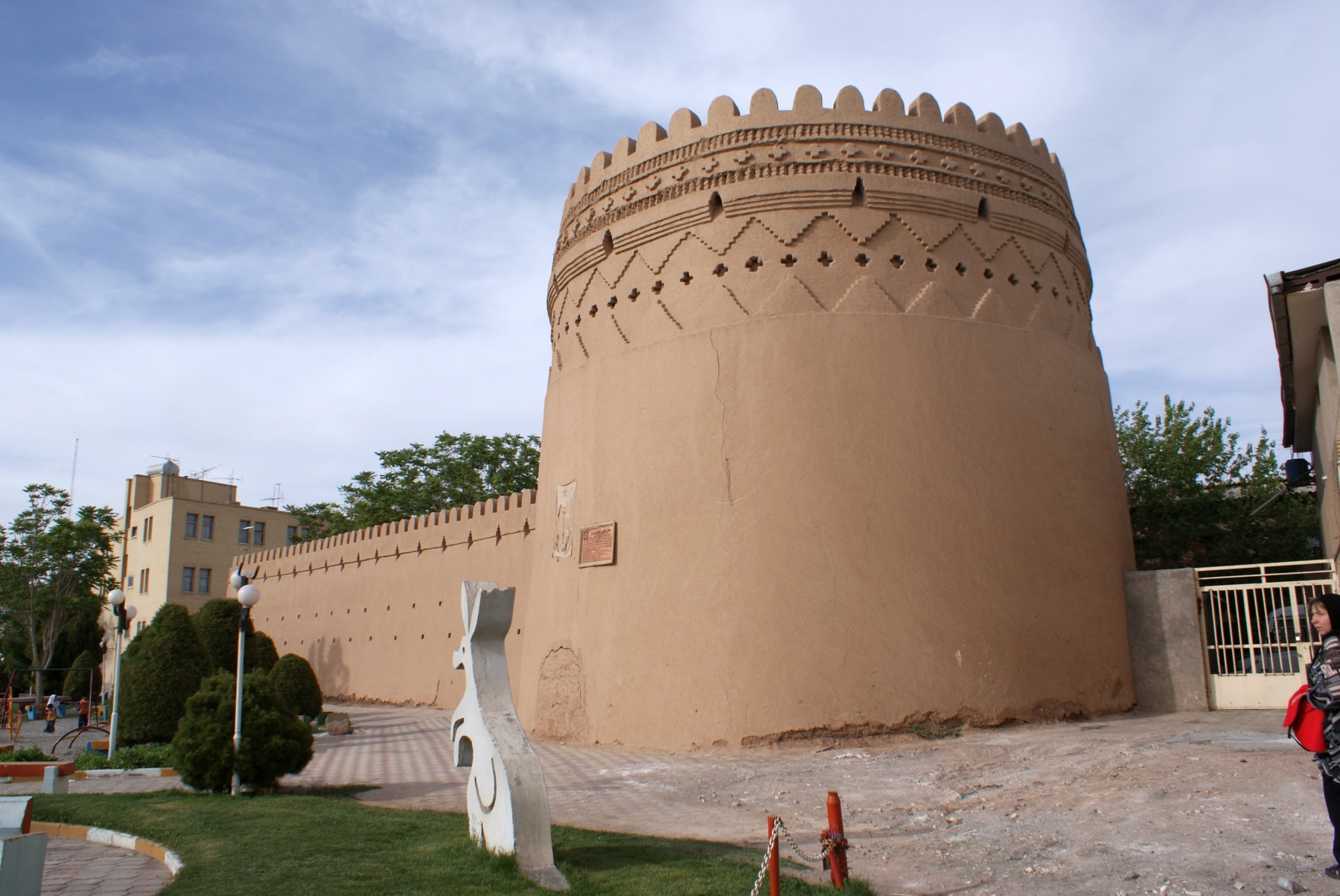
Stav městských hradeb dnes
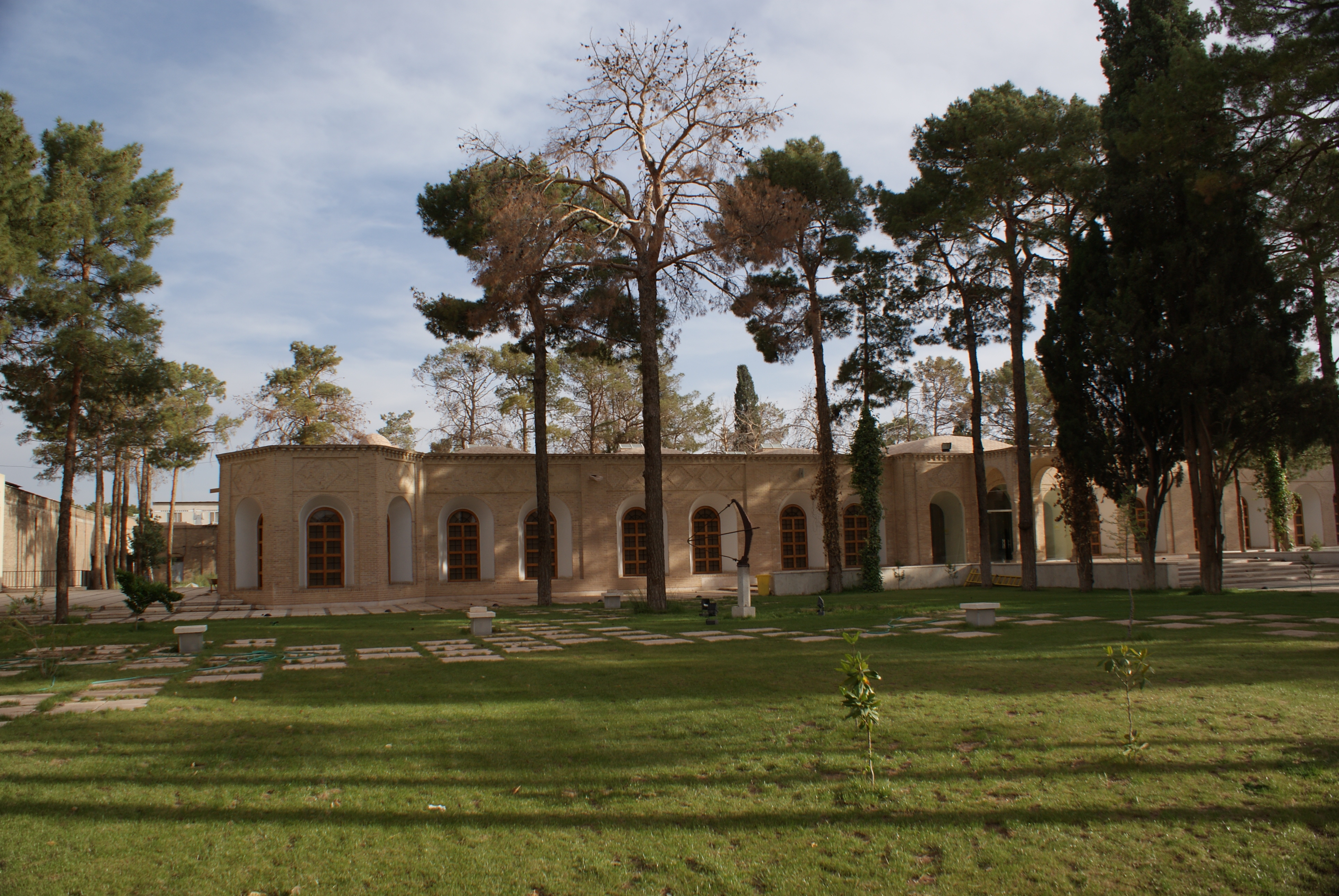
Muzeum moderního umění
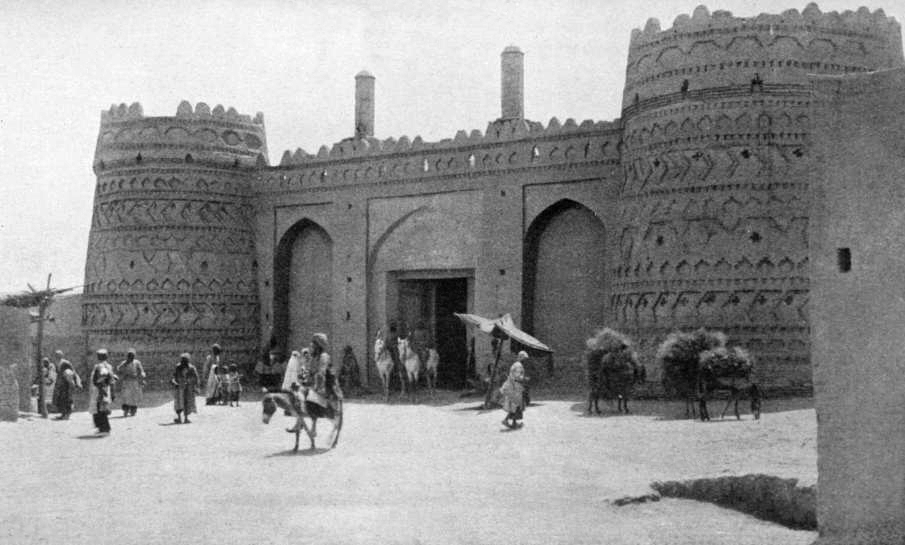
Kermán - městské hradby a brána (1915)